# اقتصاد کوچک باز
اقتصاد کوچک باز (به انگلیسی: Small open economy)، به اختصار SOE، اقتصادی است که در تجارت بین‌الملل شرکت می‌کند، اما نسبت به دیگر کشورهای فعال در حوزه تجارت بین‌الملل، سیاست‌های این اقتصاد کوچک، تأثیری بر قیمت‌های جهانی، نرخ بهره جهانی یا درآمد جهانی ندارد؛ بنابراین کشورهایی که اقتصاد کوچک بازدارند، قیمت پذیر هستند. در مقابل اقتصاد بزرگ باز وجود دارد که کشورهایی که اقتصاد بزرگ بازدارند، سیاست‌هایشان بر قیمت‌های جهانی و درآمد جهانی اثر گذار است.
به عنوان مثال رکود در ایالات متحده، به احتمال زیاد منجر به مشکلاتی در اقتصاد جهانی خواهد شد، در مقابل، رکود در کشور نروژ احتمالاً تأثیر چندانی بر اقتصاد جهانی نخواهد داشت.
از تئوری اقتصاد کوچک باز در مطالعهٔ اقتصاد کلان برای مدل‌سازی اقتصادی در باب قیمت گذاری استفاده می‌شود و به ما کمک می‌کند تا برای مطالعهٔ اقتصاد هر کشوری در جهان، شرایط را برون زا فرض کنیم و بر اساس مفروضات برون زا به مطالعات بپردازیم.